# سيتشي هاتانو
سيتشي هاتانو (باليابانية: 波多野精一؛ بالكانا: はたの せいいち) هو فيلسوف ياباني، ولد في 21 يوليو 1877 في ماتسوموتو في اليابان، وتوفي في 17 يناير 1950 في طوكيو في اليابان.

## وصلات خارجية
- سيتشي هاتانو على موقع الموسوعة البريطانية (الإنجليزية)